# Alexandra Orban
Alexandra (Cândea) Orban (n. 7 noiembrie 1942, București) este o realizatoare de televiziune, specializată în domeniile teatrului și filmului. Redactor, realizator și producător TV, a semnat, de-a lungul a  peste patru decenii de activitate, pe genericele a numeroase producții de televiziune. A fost distinsă cu Ordinul Ziariștilor, Clasa I, Aur  pentru valoarea de excepție a pieselor de Teatru TV realizate, acordat de către Uniunea Ziariștilor Profesioniști din România (2012). Premiată de către Asociația Profesioniștilor de Televiziune din România în 1998, 2002, 2003, 2004, 2012. 

## Biografie
A absolvit Facultatea de Filosofie, Secțiile  Filosofie Generală și Ziaristică  ale Universității din București (1965). Studii postuniversitare de Jurnalism(1972), absolvite cu lucrarea Limbajul telegenic în transpunerea operei literare, coordonator Octavian Paler.

## Activitate profesională
După absolvire, colaborează, o scurtă perioadă, cu Societatea Română de Radiodifuziune, după care este angajată la Societatea Română de Televiziune(1965). În calitate de redactor la Redacția Culturală, Secția Literară (1965-1973), semnează scenariile unor filme documentare despre mari personalități române, ca: Panait Istrati (1968), Victor Eftimiu (1968), Nicolae Iorga (1969), Liviu Rebreanu (1969), Marin Preda (1973). În "România literară" din 1970, cronicarul notează, "Emisiunea literară de joi seară este un alt motiv de autorespect al Televiziunii prin rubrica despre Marin Preda cu aparatul de filmat printre Moromeți. Un moment de-a dreptul încântător - inteligența, naturalețea imaginii și comentariul ne fac să regretăm neașteptat de brusca sfârșire a peliculei". Realizează interviuri cu scriitori, regizori, actori, oameni de stiință și cultură precum Nina Cassian, Alexandru Ivasiuc, Zaharia Stancu, Eugen Barbu, Marin Preda, Ana Blandiana, Henri  Coandă, Grigore Moisil, Solomon Marcus, Sorin Stati, Ascanio Damian, Dan Eremia Grigorescu, Liviu Ciulei, Tudor Mușatescu, Aurel Baranga.
Între anii 1973-1995 este realizator de spectacole de teatru din dramaturgia română și universală, în cadrul serilor de Teatru TV. Colaborează cu regizorii: Liviu Ciulei, Cătălina Buzoianu, Sorana Coroamă-Stanca, György Harag, Ion Finteșteanu, Alexa Visarion, Anca Ovanez, Petre Sava Băleanu, Cornel Popa, Cornel Todea, Letiția Popa, Eugen Todoran, Tudor Mărăscu, Olimpia Arghir, Dan Necșulea, Silviu Jicman, Dinu Cernescu, aducând pe micul ecran  creațiile  dramaturgilor români: I.L. Caragiale, Victor Ion Popa, G.M. Zamfirescu, Horia Lovinescu, Titus Popovici, Paul Everac, sau dramatizări din romancierii Mihail Sadoveanu și Cezar Petrescu.
În aceeași perioadă propune și coordonează prezența, tot în serile de Teatru TV,  a dramaturgiei creată de marile  televiziuni ale lumii din Franța, Italia, Portugalia, Germania, Anglia, Norvegia, Rusia, Polonia, Cehia, Bulgaria, Japonia. Dramaturgi precum: William Shakespeare, Carlo Goldoni, Luigi Pirandello, Jean Racine, Victor Hugo, Pierre Corneille, Molière, J.A. Strindberg, Henrik Ibsen, Heinrich von Kleist, Friedrich Schiller, Johann Wolfgang von Goethe, Aleksandr Pușkin, Aleksandr Ostrovski, Anton Cehov și alții, prezenți pe canalele TVR.
|  | Munca redacției Teatru a Televiziunii Române, realizator Alexandra Orban, care asigură transmiterea Integralei Shakespeare a avut de întâmpinat greutăți mari, legate, în special, de traducerea textelor, dar ea a permis ca aceste spectacole să devină o memorabilă inițiativă a televiziunii noastre. | — Gelu Ionescu, România Literară, 18 mai 1981 |

Pentru înființarea și buna funcționare a Redacției de Documentare din cadrul Societății Române de Televiziune, apelează la experiența mai multor biblioteci de prestigiu.  
În prim-plan s-a aflat Biblioteca Națională a României care trecea, prin același proces de modernizare și digitalizare. Pe modelul acesteia, al Bibliotecii Ambasadei SUA la București, al Institutului Goethe al Ambasadei Germaniei, al British Council și al Institutului Francez, creează această Redacție complexă, angajând personal cu studii de specialitate, IT-iști, biblioteconomiști, achiziționând softuri de mare putere.
În  anul 1996, la a 40-a aniversare a Televiziunii Române, publică sub genericul revistei Viziune Tele, volumul “125 de teleaști despre ei înșiși, despre Televiziunea Română”, o restituire a imaginii acestei instituții prin amintirile celor ce au iubit, timp de patru decenii, munca  de televiziune.
Dan Mihăescu, cunoscut creator TV notează:
|  | Când atâta lume gâfâie să demonstreze că televiziunea națională a fost doar o zonă mizeră a deșertului cultural, Anda face istorie. O istorie semnată cu nume ilustre, arondate la nemurire. Oameni care au fost și nu mai sunt, oameni care au fost și sunt. Se pot distruge pelicule și s-au distrus, se pot șterge benzi compromițătoare și s-au șters, se pot colora evenimente din alb în negru și invers, cu varii interese, dar memoria noastră, a tuturor,nu poate fi..reformată! | — Dan Mihăescu, ”Eu mințeam poporul cu televizorul”, pag 292-293, Editura Universal Dalsi, 1998 |

În anul 2011, publică volumul: ”Mărturii esențiale. Personalități emblematice ale culturii la TVR”, apărut cu sprijinul SRTV, Bucuresti, 2011.
|  | Vă mulțumesc, doamnă Orban, călduros pentru inspiratul volum “Mărturii Esențiale”, pe care l-am citit cu viu interes și specială considerație. Vă felicit pentru felul generos și autentic în care ați împlinit această carte, în respect pentru instituția pe care o serviți și pentru oamenii ei talentați, care în ciuda vremurilor învolburate au rezistat timpului și și-au construit libertatea cuvântului în puterea credinței. | — Mihair, 18 iunie 2012 |

## Filmografie
- Interviu cu Marin Preda, 1 aprilie 1970, imaginea Emil Hențiu, montajul Luci Vultureanu, Revista literară TV
- Interviu cu Henri Coandă, 28 decembrie 1969, imaginea Nicolae Niță, Studioul N, realizator Tudor Vornicu
- Interviu cu Tudor Mușatescu, 30 decembrie 1969, imaginea Nicolae Niță, Studioul N, realizator Tudor Vornicu
- Dialog Camelia Văcaru cu Alexandra Orban Despre “Mărturii esențiale. Personalități emblematice  ale culturii la TVR”, 5 ianuarie 2012, Jurnalul TVR Cultural
- Martorii, serial tv, regia artistică Dan Pița, Șerban Marinescu, (producători Alexandra Orban, Vasile Alecu), Marele Premiu APTR, 2002
- Hacker, serial tv, regia artistică Stere Gulea, Alexandra Gulea, (producători Alexandra Orban, Vasile Alecu), Marele Premiu APTR, 2003
- Tandrețea lăcustelor[10], film artistic de lung metraj,  regia artistică Dan Necșulea, (producător executiv Alexandra Orban), Marele  Premiu , APTR,2004 [11]
- Mari români - Eminescu, documentar artistic, scenariul și regia artistică Camelia Robe. Consilier: Alexandra Orban, 2006
- Un veac fără Tezaur, documentar, regia artistică Lucia Hossu Longin. Scenariul: Dan Necșulea și Alexandra Orban, 2016 [12]
- D.I.Suchianu: Secretul veșnicei tinereți[13]
- Mateiu Caragiale[14]

## Teatru TV
Semnează, în perioada 1973-1995, adaptări tv și este redactorul  a numeroase spectacole de teatru din dramaturgia română clasică și contemporană ca și din dramaturgia universală, propunând și difuzarea unor  piese de teatru produse de marile televiziuni ale lumii. Inclusiv Integrala Shakespeare, producție BBC. Toate titlurile spectacolelor  care urmează se regăsesc, cu detalii artistice și  realizator, pe  site-ul Teatrului național de televiziune la TVR.
- ”1907” de Cezar Petrescu, 12  aprilie 1977 /.”Răzbunarea sufleurului“ de V.I. Popa, 13 iunie 1978/ ”Aici nu plânge nimeni” de Tennessee Wiliams, 22 martie 1979/ ”Doctor în filosofie” de Branislav Nușici, 7iunie 1981/ ”Yerma” de Federico García Lorca, 10 august 1982/ ”Cuza Vodă” de Ion Luca, 23 ianuarie 1984/ ”Tudor din Vladimiri”, dramatizare după “Cămașa de mire” de Ion Lotreanu, 4, 11 iunie 1986.  Este autoarea Telerecitalurilor actorilor Ion Marinescu (20 ianuarie 1977) și Amza Pellea (8 iunie 1978)

- Dramaturgie română contemporană: ”Ultima cursă”, 26 noiembrie 1976/ ”Surorile Boga”, 24 august  1982/ ”Hanul de la răscruce”, 1 noiembrie 1983/ ”Patima fără sfârșit”, 17 iulie 1984/ ”Oaspetele în faptul serii”, 18 iunie 1985, piese semnate de Horia Lovinescu
- Dramaturgie română clasică: ”Gaițele” de Alexandru Kirițescu, 23 decembrie 1975/ ”Take, Ianke și Cadâr” de V.I.Popa, 17 august 1976, regia artistică Ion Finteșteanu/ ”Domnișoara Nastasia” de G.M.Zamfirescu, 5mai 1976 / ”Năpasta” de I.L.Caragiale, 3 martie 1977, regia artistică Alexa Visarion/ ”Soția dulgherului” de Radu Stanca, 20 ianuarie 1980/ “O scrisoare pierdută” de I.L.Caragiale, 2 noiembrie 1982, regia artistică Liviu Ciulei, [16]/ ”Plicul” de Liviu Rebreanu, 11 ianuarie 1983/ “O noapte furtunoasă” de I.L.Caragiale, 1 ianuarie 1984, regia artistică Sorana Coroamă Stanca/ ”Subprefectul“ de Duiliu Zamfirescu, 10 decembrie 1985, regia artistică Eugen Todoran/ ”Baltagul” după Mihail Sadoveanu, 16, 17 septembrie 1986, regia artistică Anca Ovanez
- Dramaturgie universală: “Pescărușul”,de Anton Cehov, 26 martei 1974, regia artistică Petre Sava Băleanu [17]/ ”Cadavrul viu” de Lev Tolstoi, 15  aprilie 1975,regia artistică Cornel Popa/ ”Livada cu vișini” de Anton Cehov, 3 iunie 1975, regia artistică Cornel Todea/ “Mama” de Karel Čapek, 22 iunie 1976/ ”Egmont” de Johann Wolfgang von Goethe, 11 septembrie 1977/ ”Picnic pe câmpul de luptă” de Fernando Arrabal, 20 februarie 1979/ ”Puștile Terezei Carrar” de Bertolt Brecht, 12 februarie 1980/ ”La Musica” de Marguerite Duras, 2 octombrie 1980, regia artistică Olimpia Arghir, [18]/ ”Stâlpii societății “ de Henric Ibsen, 28 septembrie 1988, regia artistică Dan Necșulea/ ”Anotimpurile” de Arnold Wesker, 29 mai 1990/ “Vocea umană” de Jean Cocteau, 26 noiembrie 1990, regia artistică Cătălina Buzoianu [19]/ ”Livada cu vișini” de Anton Cehov,1990, regia artistică  Harag György/ ”Amadeus” de Peter Schaffer, 1990, regia artistică Dinu Cernescu

## Teatru radiofonic
- “Nopți fără lună”[20], dramatizare nefinalizată de Mihail Sebastian după romanul cu același titlu de John Steinbeck. Adaptarea Radiofonică semnată Alexandra Orban (Teatrul Național Radiofonic, Mari spectacole, 1980)
- “Peruchierul”[21], serial în 10 episoade după romanul  “Omul fără nume” de Victor Eftimiu. Dramatizare de  Eugen Todoran și Alexandra Cândea Orban (Teatrul Național Radiofonic, Mari spectacole, 2009)

## Cărți publicate
- “125 de teleaști despre ei înșiși, despre Televiziunea Română”[22]
- “Mărturii esențiale. Personalități emblematice ale culturii la TVR”[23]
- “Primăverii, o, tu, Primăverii. Cartier de fericiri și nefericiri“[24]

## Editor
- “TVR în competiții naționale și internaționale ,1962-2001”[25]
- “Exploratori la polul visului,Teatrul Național de Televiziune, 1957-2001”[26]
- “Creația în opera Sfântului Augustin”[27]
- “Văile și piscurile credinței. Predici dintr-un an liturgic”[28]
- “Rugăciuni la altarul cu flori, Biserica Sacré Coeur din București”[29]

## Distincții, premii, diplome
- Ordinul Ziariștilor, Clasa I Aur, acordat în anul 2012, de către Uniunea Ziariștilor Profesioniști din România, pentru valoarea de excepție a pieselor de Teatru TV realizate
- Medalia omagială la împlinirea a 90 de ani de la înființarea Uniunea Ziariștilor Profesioniști din România, 13 decembrie 2019
- Premiul Memoria televiziunii pentru editarea revistei Viziune Tele și a volumului “125 de teleaști despre ei înșiși, despre Televiziunea Română”, APTR, 1998
- Distincția Omagiu acordată de către Senatul APTR profesioniștilor care au marcat istoria Televiziunii, APTR,2003
- Premiul Carte de televiziune pentru volumul ”Mărturii esențiale. Personalități emblematice ale culturii la TVR”, APTR, 2012
- Diplome la aniversarea a 40, 45, 55, 60 de ani ai Societății Române de Televiziune